# Chamboulive
Chamboulive is een gemeente in het Franse departement Corrèze (regio Nouvelle-Aquitaine). De plaats maakt deel uit van het arrondissement Tulle. Chamboulive telde op 1 januari 2022 1.158 inwoners.

## Geografie
De oppervlakte van Chamboulive bedroeg op 1 januari 2022 46,8 vierkante kilometer; de bevolkingsdichtheid was toen 24,7 inwoners per km².
De onderstaande kaart toont de ligging van Chamboulive met de belangrijkste infrastructuur en aangrenzende gemeenten.

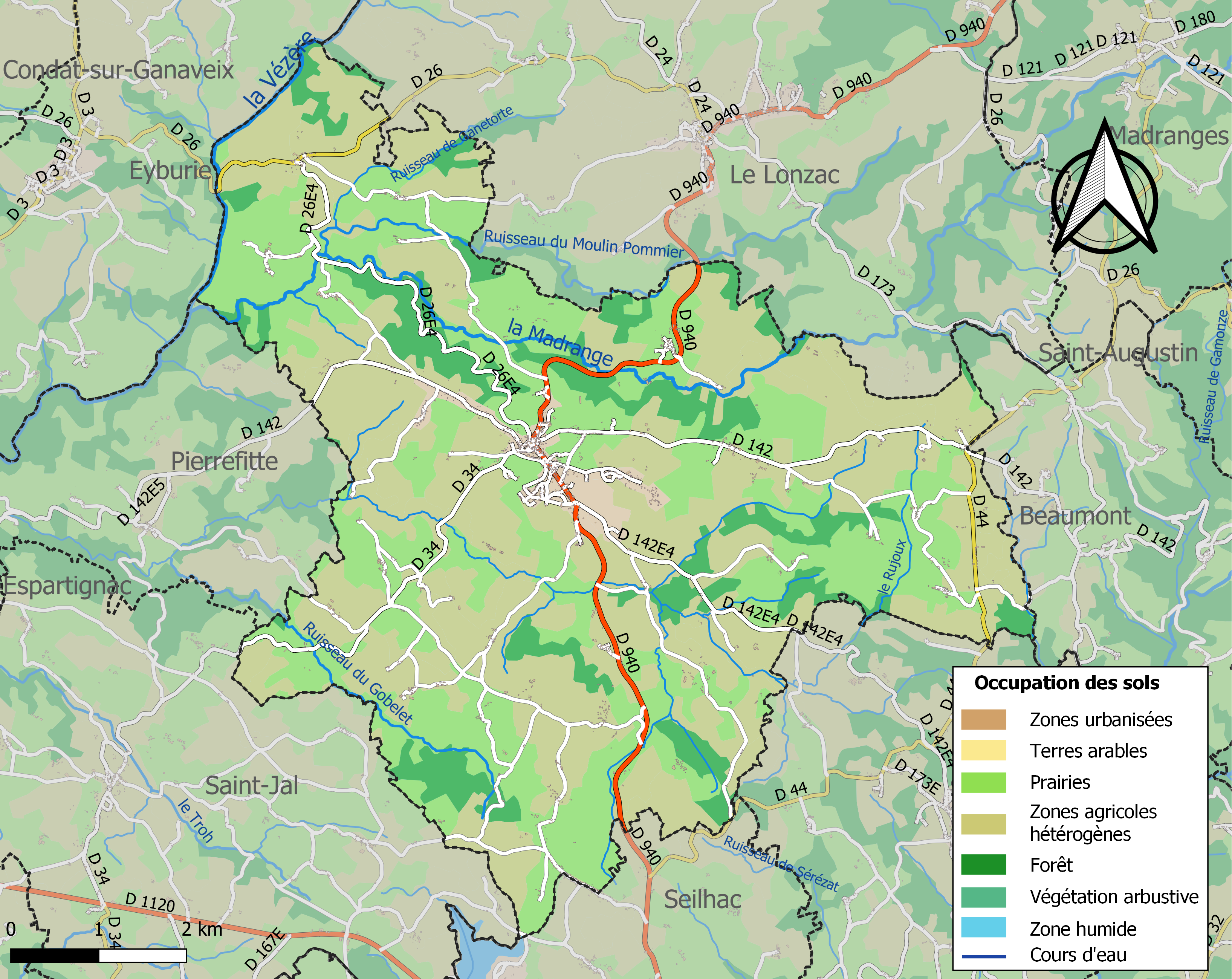

## Demografie
Onderstaande figuur toont het verloop van het inwonertal (bron: INSEE-tellingen).